# Маркус Морріс (баскетболіст)
Маркус Девід Морріс (англ. Marcus David Morris, нар. 2 вересня 1989, Філадельфія, США) — американський професіональний баскетболіст, гравець команди НБА Лос-Анджелес Кліпперс. Брат-близнюк баскетболіста Маркіффа Морріса.

## Ігрова кар'єра

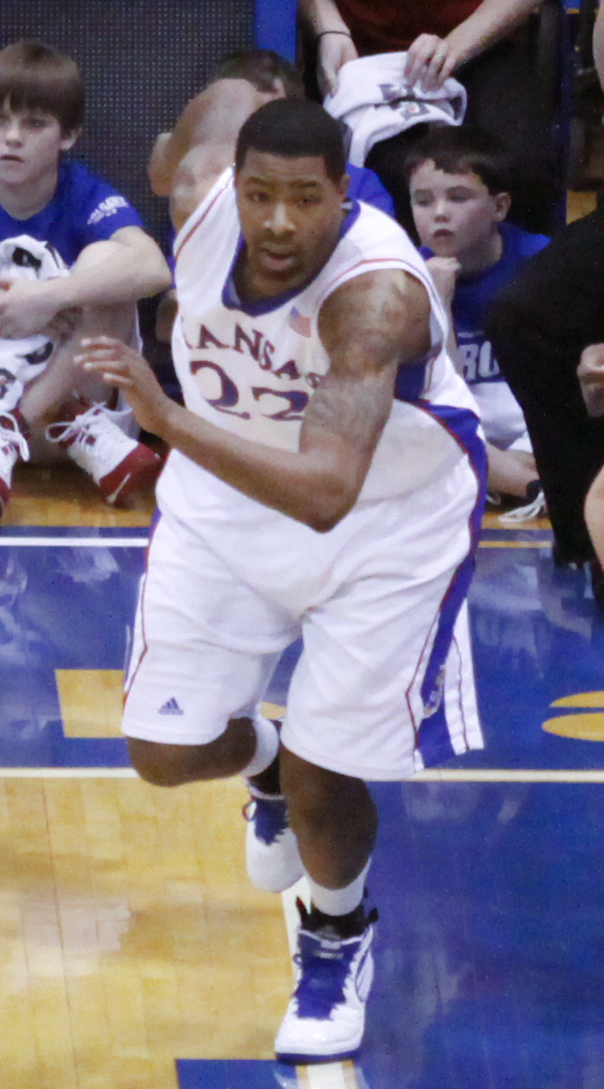
Морріс у 2009 році

На університетському рівні грав за команду Канзас (2008–2011). 2011 року був визнаний найкращим баскетболістом року конференції Big 12. 
Того ж року був обраний у першому раунді драфту НБА під загальним 14-м номером командою Г'юстон Рокетс. Захищав кольори команди з Х'юстона протягом наступних 2 сезонів. Був переважно резервістом Патріка Паттерсона.
Також частину 2012 року виступав у складі фарм-клубу «Х'юстона» — команді Ліги розвитку НБА «Ріо-Гранде Воллей Вайперс».
21 лютого 2013 року перейшов до «Фінікс Санз», у складі якої провів наступні 2 сезони своєї кар'єри. Там возз'єднався зі своїм братом-близнюком Маркіффом. Таким чином вдруге в історії НБА брати-близнюки зіграли за одну команду; першими були Дік та Том ван Арсдейл у сезоні 1976-1977.
6 лютого 2015 року провів найрезультативніший матч у кар'єрі, набравши 34 очки у грі з «Юта Джаз». 
Наступною командою в кар'єрі гравця була «Детройт Пістонс», куди перейшов в обмін на Реджі Буллока, Денні Гренджера та пік другого раунду драфту 2020.  У першому сезоні допоміг команді вийти до плей-оф, вперше з 2009 року. Там у першому раунді «Детройт» вилетів від «Клівленда». 
3 лютого 2017 року оновив свій рекорд результативності, набравши 36 очок у матчі проти «Міннесота Тімбервулвз». 28 лютого у матчі проти «Портленд Трейл-Блейзерс» набрав уже 37 очок.
2017 року став гравцем «Бостон Селтікс», куди перейшов в обмін на Ейвері Бредлі та пік другого раунду драфту 2019.
16 липня 2019 року підписав контракт з «Нью-Йорк Нікс». 5 січня 2020 року набрав 38 очок у матчі проти «Лос-Анджелес Кліпперс», що стало його новим особистим рекордом результативності.
6 лютого 2020 року перейшов до складу «Лос-Анджелес Кліпперс». 

## Статистика виступів в НБА

### Регулярний сезон
| Сезон             | Команда                 | GP  | GS  | MPG  | FG%  | 3P%  | FT%  | RPG | APG | SPG | BPG | PPG  |
| ----------------- | ----------------------- | --- | --- | ---- | ---- | ---- | ---- | --- | --- | --- | --- | ---- |
| 2011–12           | «Х'юстон Рокетс»        | 17  | 0   | 7.4  | .296 | .118 | .750 | .9  | .2  | .1  | .1  | 2.4  |
| 2012–13           | «Х'юстон Рокетс»        | 54  | 17  | 21.4 | .428 | .381 | .653 | 4.1 | .9  | .5  | .3  | 8.6  |
| 2012–13           | «Фінікс Санз»           | 23  | 6   | 16.1 | .405 | .308 | .405 | 2.5 | .7  | .8  | .2  | 5.7  |
| 2013–14           | «Фінікс Санз»           | 82  | 1   | 22.0 | .442 | .381 | .761 | 3.9 | 1.1 | .9  | .2  | 9.7  |
| 2014–15           | «Фінікс Санз»           | 81  | 35  | 25.2 | .434 | .358 | .628 | 4.8 | 1.6 | .8  | .2  | 10.4 |
| 2015–16           | «Детройт Пістонс»       | 80  | 80  | 35.7 | .434 | .362 | .749 | 5.1 | 2.5 | .8  | .3  | 14.1 |
| 2016–17           | «Детройт Пістонс»       | 79  | 79  | 32.5 | .418 | .331 | .784 | 4.6 | 2.0 | .7  | .3  | 14.0 |
| 2017–18           | «Бостон Селтікс»        | 54  | 21  | 26.8 | .429 | .368 | .805 | 5.4 | 1.3 | .6  | .2  | 13.6 |
| 2018–19           | «Бостон Селтікс»        | 75  | 53  | 27.9 | .447 | .375 | .844 | 6.1 | 1.5 | .6  | .3  | 13.9 |
| 2019–20           | «Нью-Йорк Нікс»         | 43  | 43  | 32.3 | .442 | .439 | .823 | 5.4 | 1.4 | .8  | .4  | 19.6 |
| 2019–20           | «Лос-Анджелес Кліпперс» | 19  | 19  | 28.9 | .425 | .310 | .818 | 4.1 | 1.4 | .7  | .7  | 10.1 |
| 2020–21           | «Лос-Анджелес Кліпперс» | 57  | 29  | 26.4 | .473 | .473 | .820 | 4.1 | 1.0 | .6  | .3  | 13.4 |
| 2021–22           | «Лос-Анджелес Кліпперс» | 54  | 54  | 29.0 | .434 | .367 | .872 | 4.4 | 2.1 | .5  | .3  | 15.4 |
| Усього за кар'єру | Усього за кар'єру       | 718 | 437 | 27.1 | .435 | .377 | .773 | 4.6 | 1.5 | .7  | .3  | 12.4 |

### Плей-оф
| Сезон             | Команда                 | GP | GS | MPG  | FG%  | 3P%  | FT%  | RPG | APG | SPG | BPG | PPG  |
| ----------------- | ----------------------- | -- | -- | ---- | ---- | ---- | ---- | --- | --- | --- | --- | ---- |
| 2016              | «Детройт Пістонс»       | 4  | 4  | 36.0 | .468 | .389 | .870 | 3.3 | 2.5 | .5  | .0  | 17.8 |
| 2018              | «Бостон Селтікс»        | 19 | 4  | 29.6 | .368 | .417 | .712 | 5.4 | 1.1 | .4  | .3  | 12.4 |
| 2019              | «Бостон Селтікс»        | 9  | 4  | 28.2 | .519 | .450 | .742 | 8.1 | 1.2 | .1  | .6  | 13.7 |
| 2020              | «Лос-Анджелес Кліпперс» | 13 | 13 | 29.8 | .505 | .475 | .929 | 4.8 | 1.6 | .8  | .1  | 11.8 |
| 2021              | «Лос-Анджелес Кліпперс» | 19 | 18 | 31.8 | .430 | .375 | .750 | 4.3 | 1.5 | .5  | .5  | 12.2 |
| Усього за кар'єру | Усього за кар'єру       | 64 | 43 | 30.5 | .435 | .418 | .767 | 5.2 | 1.4 | .5  | .3  | 12.7 |